# Konstantin Rufovič Sakaev
Konstantin Rufovič Sakaev (in russo Константин Руфович Сакаев?; Leningrado, 13 aprile 1974) è uno scacchista russo (fino al 1992 sovietico).
Vinse diversi titoli giovanili, tra cui il campionato mondiale under-16 e il  campionato giovanile sovietico nel 1990 e il campionato mondiale under-18 nel 1992.

Nello stesso anno gli fu assegnato il titolo di Grande maestro.
Vinse il Campione russo nel 1999.
Partecipò con la Russia a tre Olimpiadi degli scacchi dal 1994 al 2000; vinse l'oro di squadra nel 1998 e nel 2000 e una medaglia di bronzo individuale nel 1994.
Ha partecipato alla Coppa del mondo di scacchi 2005, superando al primo turno Darcy Lima e al secondo Sergei Erenburg, ma nei sedicesimi di finale ha perso contro Sergej Tivjakov.
Ha scritto diversi libri di scacchi. A luglio 2008 il suo punteggio Elo era di 2640 punti.